# Angelár
Svatý Angelár († na konci roku 886 nebo počátku roku 887) byl učedník sv. Cyrila a Metoděje, jeden ze sv. Sedmipočetníků.

## Život
O jeho původu není mnoho známo, mohl to být Řek, ale spíše pocházel z kmene některých jižních Slovanů (a není vyloučena možnost, že pocházel přímo z Velké Moravy). Spolu s Metodějem a dalšími učedníky podnikl cestu do Říma, kde byl spolu se sv. Sávou roku 868 vysvěcen na jáhna. Po Metodějově smrti byli učedníci vyhnáni a někteří z nich včetně sv. Angelára se dostali do Bulharska, zde tento záhy zemřel na dvoře šlechtice Časlava. Jeho ostatky jsou uctívány ve městě Berat, ale jejich pravost je sporná.

## Úcta
Angelár je uctíván jako svatý v Bulharské pravoslavné církvi a v katolické církvi 27. července v rámci svátku sv. Gorazda a druhů.